# Schloss Hohenstein in Kärnten

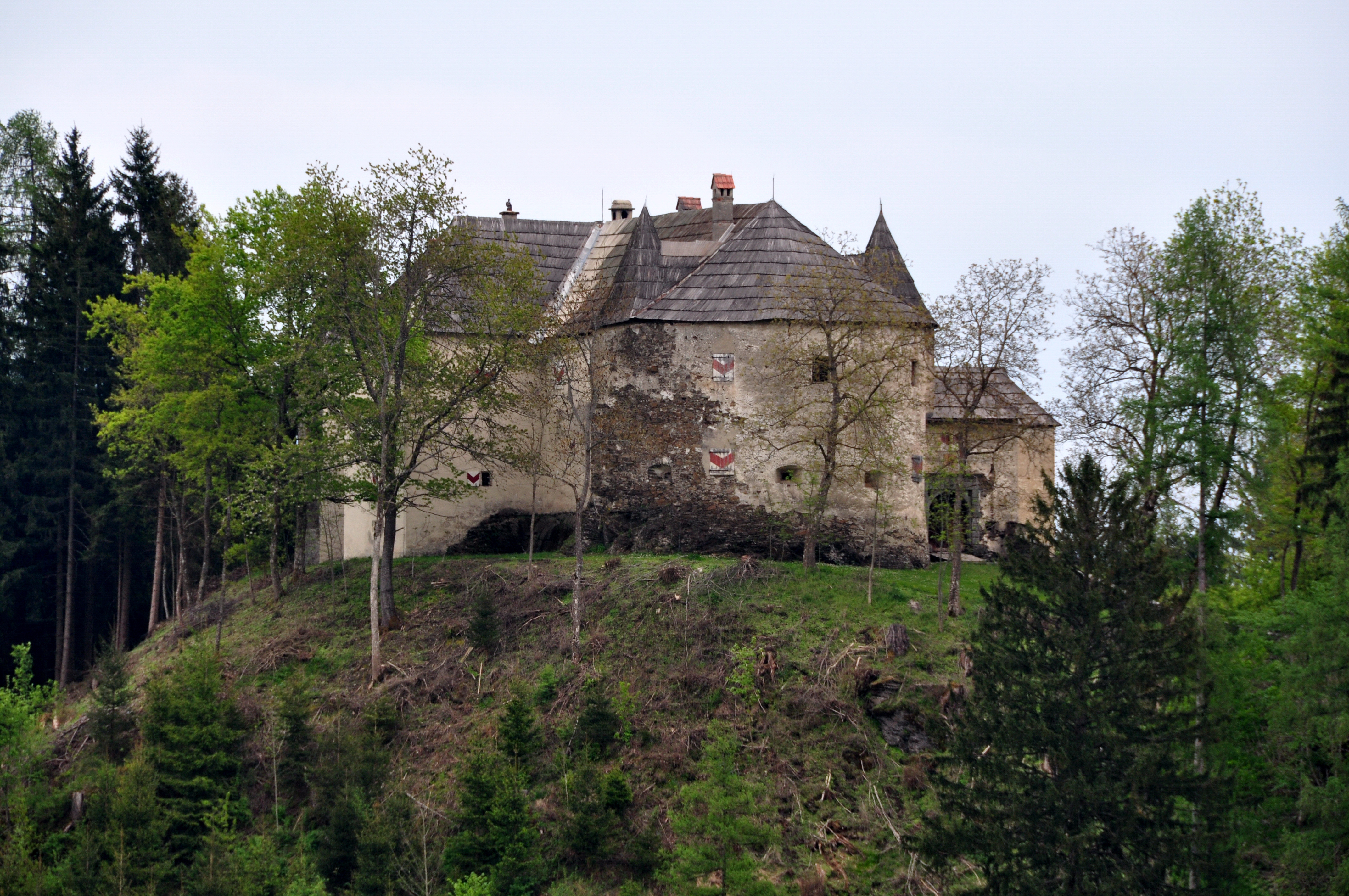
Schloss Hohenstein (2010)

Das Schloss Hohenstein befindet sich auf einer Kuppe über dem Glantal in der österreichischen Gemeinde Liebenfels.

## Geschichte
Das Schloss wurde 1537 unter Herrmann Kulmer errichtet und um 1589 unter Balthasar Kulmer erweitert. Die Anlage ist kreuzförmig symmetrisch, der längere ostwestliche Flügel wird von einem nordsüdlichen in der Mitte gekreuzt. An den Enden des ersteren springen halbrunde Turmbauten vor. Der südwestliche Winkel wird durch einen doppelgeschoßigen Laubenbau und südwärts vortretenden Turm zu einem Höfchen ausgestaltet. 
Das Steinportal stammt aus dem Erbauungsjahr 1589, die Tore und Fenster des Hauptbaues sind spätgotisch. Im südlichen Mittelflügel befindet sich ein gekuppeltes Renaissancefenster. 
Das Schloss befindet sich in Privatbesitz und ist nicht öffentlich zugänglich.